# Chilo argyrogramma
Chilo argyrogramma là một loài bướm đêm trong họ Crambidae.